# 國防文學
國防文學是20世紀30年代中國共產黨周揚等人提出的口號，主張中國作家聯合起來，以抗日為共同目標。

## 形成
1935年底，周立波發表《關於「國防文學」》一文，「國防文學」口號開始出現。1935年，因中國共產黨在江西剿共戰爭中失利，共產國際提出「統一戰線」以對抗日本，中共隨之提議建立「國防政府」，國共合作。上海左翼文化界領袖周揚跟隨了黨的路線，於1936年初提出「國防文學」的口號，主張中國作家聯合抗日，其主張在上海相當流行。當時旅日的郭沫若也撰文支持國防文學。

## 主張
根據魯迅，國防文學是指「作家在國防旗幟下聯合」，是「廣義的愛國主義的文學」。政治上，「國防文學」主張聯合蔣介石，國共合作抗日，文學上，主張用「進步的現實主義」來寫作。
在「國防文學」的主張下，1935年末左翼作家聯盟自行解散。周揚希望聯合左聯以外的作家，成立新的組織，組成更廣泛的戰線，結果在1936年成立了「中國文藝家協會」。

## 論爭
周揚門戶之見或所謂「宗派主義」成見很深，不能容忍反對意見或遲疑的態度，認為此後文藝界只有兩派，不是國防文藝，就是漢奸文藝。他提出國防文學要用「進步的現實主義」來寫作，也局限了創作自由。
魯迅對「國防文學」並不強烈反對，卻不贊同周揚「宗派主義」的作風和局限了創作自由，1936年5月，和胡風另行推出「民族革命戰爭的大眾文學」的口號，得到茅盾等人的支持，形成「兩個口號」論爭，左翼作家陣營因而分裂。
其實，魯迅和茅盾都認為兩個口號是可以並存的，但因為牽涉到個人意氣和創作自由問題，論爭並不止息。胡風和周揚早已對立，而馮雪峰跟周揚互鬥，亦源於私人恩怨。
1936年，陳伯達發表《文學界兩個口號問題應該休戰》，基本上結朿了論爭。事後中共認為國防文學的口號是適合的，但又批評了事件中周揚的處事作風。

## 作品
被視作「國防文學」傑作的，有夏衍的《賽金花》和《上海屋檐下》、陽翰笙的《李秀成之死》、田漢的《盧溝橋》。在文革期間，這批作品則被批評為「國民黨文學」和「反共賣國文學」。

## 評價
文革期間，「國防文學」口號被批評為「王明、劉少奇右傾投降主義路線的產物」，是漢奸文學。周揚則被指為國民黨的特務，和夏衍、田漢、陽翰笙都被清算，合稱「四條漢子」四人幫倒台後，「國防文學」和周揚都得到平反。。